# Vauxhall Wyvern
La Wyvern è un'autovettura di medie dimensioni prodotta dalla Vauxhall dal 1948 al 1957. Ha sostituito la Vauxhall 12. Il modello derivava il nome dalla viverna (in inglese, Wyvern), che era una creatura mitologica richiamante il grifone, cioè il simbolo raffigurato nel marchio Vauxhall.

## La Wyvern LIX (1948–1951)
La prima generazione della Wyvern (denominata "LIX") e la Velox furono le prime Vauxhall prodotte dopo la fine della seconda guerra mondiale. Incorporò lo stile delle vetture statunitensi contemporanee. La produzione di questa prima serie di Wyvern iniziò nel settembre del 1948 e terminò nel luglio del 1951. Lo stile generale della Wyvern assomigliava a una versione miniaturizzata della Chevrolet Fleetline. Una grande quantità di esemplari venne esportata per tentare di aiutare l'economia britannica, che era in grave difficoltà a causa della guerra appena conclusa. La Wyvern era dotata di un motore a quattro cilindri in linea da 1.442 cm³ di cilindrata che erogava 35 bhp di potenza. Il veicolo era in grado di raggiungere una velocità massima di 100 km/h. Tra gli optional erano disponibili l'autoradio, l'impianto di riscaldamento e i fendinebbia. La carrozzeria roadster era offerta solo in Australia.

## La Wyvern EIX (1951 - 1957)
Nel 1951 venne lanciata una serie completamente nuova della Wyvern, che era dotata di una carrozzeria ponton a tre volumi con struttura a monoscocca. Venne confermato il medesimo motore della serie precedente. La nuova serie si chiamava EIX.

Un anno dopo il lancio, per la Wyvern fu disponibile un nuovo motore a quattro cilindri in linea da 1.507 cm³, che era offerto in due versioni, le quali erano contraddistinte da due potenze erogate diverse (40 CV e 48 CV). La velocità massima crebbe a 116 km/h.

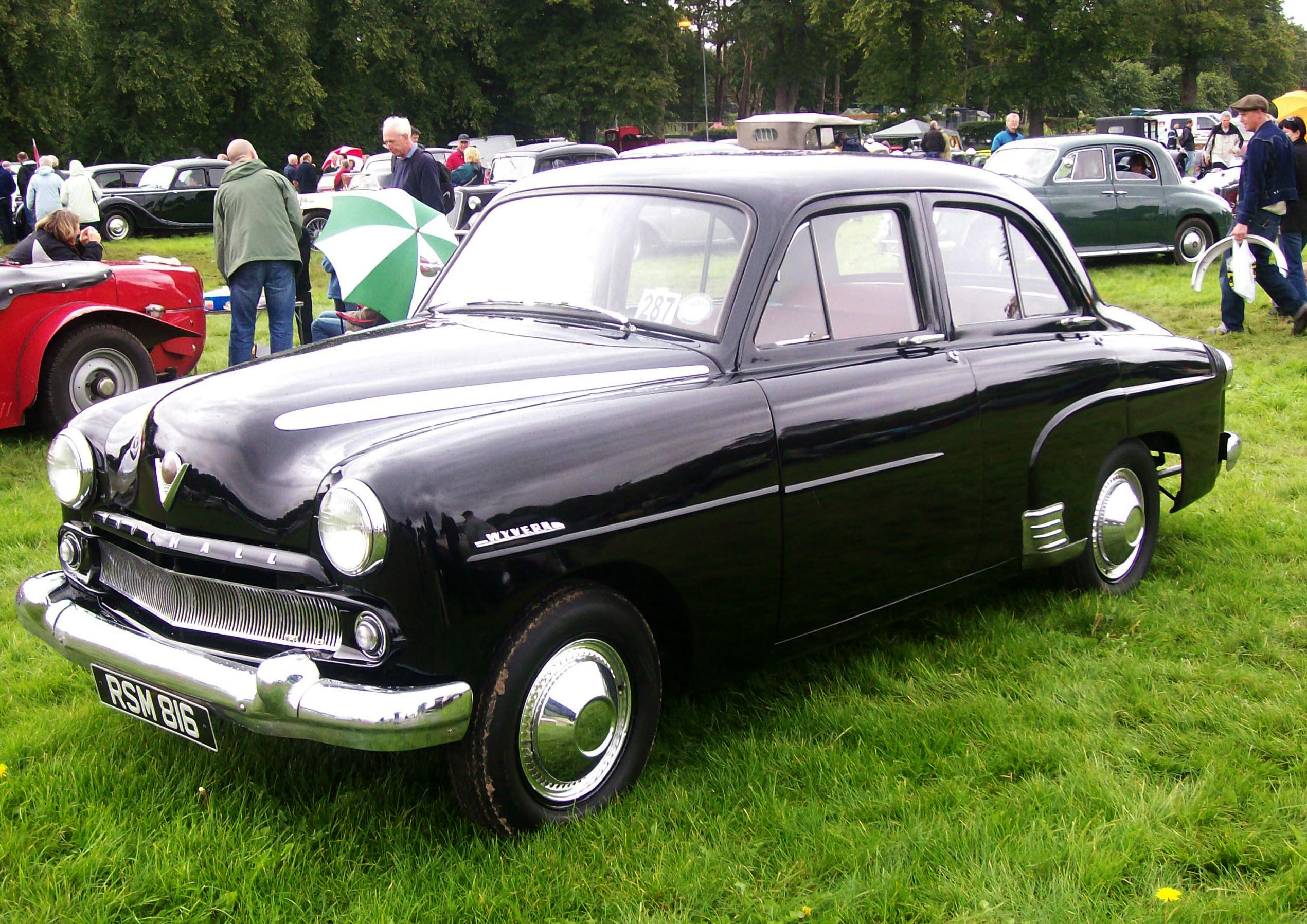
Vauxhall Wyvern restyling 1955

Nel 1955 la Wyvern fu rivista nel 1955 e nell'occasione ebbe in dotazione un cofano ridisegnato e una nuova calandra. Nel 1956 fu la volta del lunotto, che divenne avvolgente, mentre nel 1957 la calandra fu aggiornata nuovamente.
Nel Regno Unito, la Wyvern ebbe buoni volumi di vendita per tutto il periodo in cui fu prodotta. Venne sostituita dalla Vauxhall Victor FA nel 1957.
Un esemplare della Wyvern EIX è stato provato dalla rivista The Motor nel 1952. Durante il test vennero registrate una velocità massima di 115,2 km/h e un'accelerazione da 0 a 97 km/h di 37,2 secondi. Il consumo di carburante fu di 9,29 L/100 km. Il modello utilizzato nel test costò 771 sterline incluse le tasse.

## La produzione in Australia

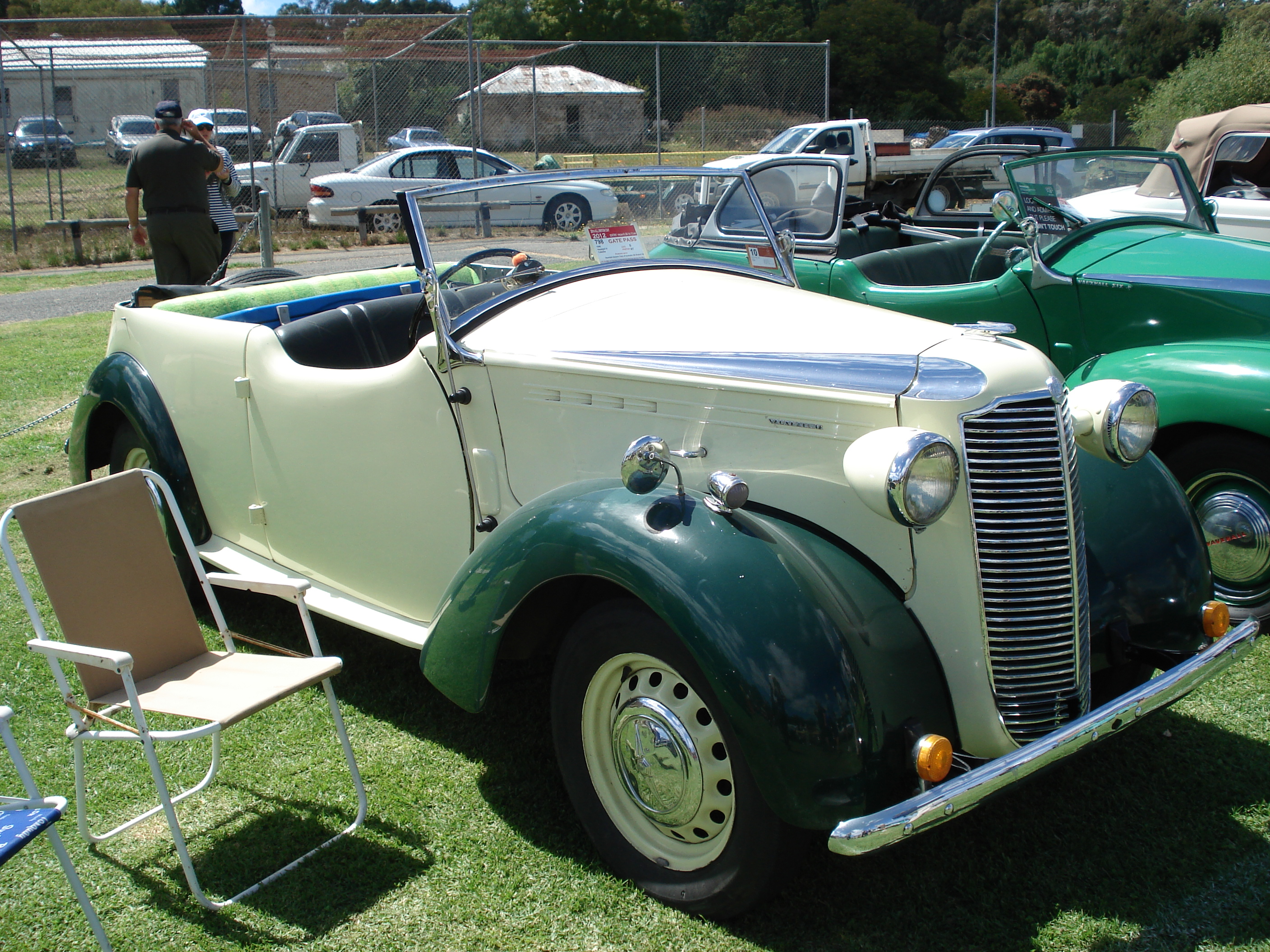
Vauxhall Wyvern Serie H

La General Motors produsse la Vauxhall Wyvern in Australia dal 1948 al 1957. Venne commercializzata in tre serie (H, L ed E). Le versioni roadster e cabriolet furono commercializzate solo in Australia.